# Mauricio Rivas
Mauricio Rivas Nieto (* 1. června 1964 Cali, Kolumbie) je bývalý kolumbijský sportovní šermíř, který se specializoval na šerm kordem. Kolumbii reprezentoval v osmdesátých a devadesátých letech. Na olympijských hrách v roce 1988, 1992, 1996 a 2000 v soutěži jednotlivců. Jeho nejlepším umístěním bylo sedmé místo na olympijských hrách v roce 1992. V roce 1995 obsadil třetí místo na mistrovství světa v soutěži jednotlivců.